# (2915) Moskvina
(2915) Moskvina (1977 QY2) – planetoida z pasa głównego asteroid okrążająca Słońce w ciągu 4,11 lat w średniej odległości 2,56 j.a. Odkryta 22 sierpnia 1977 roku.